# Tomás Muñoz y Romero
Tomás Muñoz y Romero (Alcalá de Henares, 1814-Madrid, 7 de octubre de 1867) fue un archivero e historiador español, primer director del Archivo Histórico Nacional y académico de la Real Academia de la Historia.
Licenciado en Derecho, ejerció como abogado. Fue oficial de la Milicia Nacional y seguidor de Baldomero Espartero. La llegada de los moderados al poder le dejó sin empleo y en 1844 fue contratado como oficial de archivo de la Real Academia de la Historia. En 1847, Muñoz y Romero propuso la creación de un archivo general para garantizar la conservación de los documentos. En 1856, Muñoz y Romero fue nombrado catedrático de paleografía crítica y literaria en la Escuela Superior de Diplomática y en 1857 formó parte de la Junta para Archivos y Bibliotecas. Nombrado académico de la Real Academia de la Historia en 1859.
En 1860 dirigió los trabajos encargados por la Dirección General de Instrucción Pública para elaborar un índice geográfico del Reino de España. Cuando en marzo de 1866 fue creado el Archivo Histórico Nacional, Muñoz y Romero fue nombrado director, aunque murió poco después.